# Exergue – on documenta 14
Der griechische Dokumentarfilm exergue – on documenta 14 gehört mit 14 Stunden Länge zu den längsten je gedrehten Filmen. Er feierte im Februar 2024 auf der 74. Berlinale Weltpremiere und wurde auf der Berlinale in der Sektion Berlin Special gezeigt.

## Handlung
In 14 Stunden zeigt exergue – on documenta 14, wie der künstlerische Leiter der Documenta 14, Adam Szymczyk, mit seinem Kuratorenteam die renommierte Kunstausstellung 2017 in Kassel und Athen vorbereitete. Es war das erste Mal, dass die alle fünf Jahre stattfindende Kunstausstellung sich auf zwei Orte verteilte. Dieses Konzept war jedoch nicht unumstritten. Der Film bietet in 14 Kapiteln einen Einblick hinter die Kulissen der institutionellen Kunstwelt und zeigt die Funktion zeitgenössischer Kunst in einer sich wandelnden globalen Landschaft.

## Produktion
Der Regisseur Dimitris Athyridis blickt auf eine Karriere als Fotograf bei Werbespots zurück. Er führte bereits bei zwei weiteren Filmen Regie, die beide Personen porträtieren. Exergue – on documenta 14 ist sein dritter Film.

## Hintergrund
Der Begriff „exergue“ im Titel exergue – on documenta 14 bezeichnet ursprünglich den Raum auf einer Münze oder Medaille, unter oder um die Motive, der oft für das Datum verwendet wird. Er könnte sich hier auf einen Terminus beziehen, den Szymczyk in einem Interview mit dem Londoner Kunstmagazin Frieze 2020 in Zusammenhang mit der Documenta 14 folgendermaßen verwendete: „In a short, anonymous ‘Exergue’ that preceded the listing of sponsors in both main publications of documenta 14, the Daybook and the Reader, we proposed that documenta did not belong to anyone in particular – politicians, sponsors, etc. – but to those who made it happen: artists, organizers and visitors together.“ (In einem kurzen, anonymen 'Exergue', das der Auflistung der Sponsoren in den beiden Hauptpublikationen der documenta 14, dem Daybook und dem Reader, vorangestellt wurde, äußerten wir die Meinung, dass die Documenta niemandem im Besonderen gehört – Politikern, Sponsoren usw. – sondern denjenigen, die sie zustande gebracht haben: Künstlern, Organisatoren und Besuchern zusammen.) Der aus dem Altgriechischen (ex – aus, ergon – Werk) stammende Begriff wird also im Sinne von Widmung benutzt. In einem Interview kommentierte Athyridis dazu: (exergue) „is used also to describe the inscription on a coin below the principal part of the design. This is a way to consider Adam’s contribution to documenta—he put his stamp on this coin, let’s say. And his own stamp, his own exergue, was this question: who owns documenta?“ (wird auch verwendet, um die Inschrift auf einer Münze unterhalb des Hauptteils des Bildes zu beschreiben. So könnte man Adams Beitrag zur documenta sehen - er hat dieser Münze seinen Abdruck aufgedrückt, sagen wir mal. Und sein eigener Abdruck, sein eigenes Exergue, war diese Frage: Wem gehört die documenta?).

## Auszeichnungen und Nominierungen
- 2024: Internationale Filmfestspiele Berlin 2024

## Rezeption
In der Geschichte der Berlinale brach der Film den Längenrekord: Bisher war A Lullaby to the Sorrowful Mystery des philippinischen Regisseurs Lav Diaz, eingeladen von Dieter Kosslick, mit 482 Minuten der längste Berlinale-Film aller Zeiten gewesen.
Antoine Thirion schrieb in cinema scope über exergue - documenta 14: „A 14-hour-long film about curating an exhibition may sound like an ordeal, and yet what Greek filmmaker Dimitris Athiridis has achieved with exergue – on documenta 14 is without a doubt one the most compelling, nerve-wracking, and timely films of recent years.“ („Ein 14-stündiger Film über das Kuratieren einer Ausstellung mag wie eine Qual klingen, und doch ist das, was der griechische Filmemacher Dimitris Athyridis mit exergue - on documenta 14 erreicht hat, zweifellos einer der fesselndsten, nervenaufreibendsten und zeitgemäßesten Filme der letzten Jahre“).